# Marvin Jenkins
Marvin Lee „Marv“ Jenkins (* 8. Dezember 1932 in Aultman, Ohio; † 4. März 2005 in Pasadena, Kalifornien) war ein US-amerikanischer Sänger, Pianist (auch Flöte, Orgel, Tenorsaxophon) und Songwriter des Rhythm & Blues und des Soul Jazz.

## Leben und Wirken
Jenkins’ Mutter spielte Piano und sein Bruder Obie leitete Bands in Canton, Ohio. Marvin hatte ab zehn Jahren Klavierunterricht; außerdem lernte er Orgel, Klarinette und Flöte. 1946–1954 spielte er zunächst in der Band seines Bruders und in einer Armeeband (1954–1956), bevor er an die Westküste der USA zog. Eine Auszeichnung auf dem Intercollegiate Jazz Festival mit dem LA State College Quintet 1959 führte zu Gigs mit Barney Kessel. 1960 erschien das Album Marv Jenkins Arrives (Orovox), das u. a. den Jazzstandard Stella by Starlight enthielt. Er arbeitete u. a. mit Carmell Jones, Buddy Collette, Groove Holmes, Charles Kynard, Ray Crawford, Cannonball Adderley, Shirley Horn und Les McCann.
Anfang der 1960er-Jahre holte ihn Neal Hefti zu Reprise Records, wo Jenkins die beiden Alben A Tribute to My People (1961) und Marv Jenkins at the Rubaiyat Room – Little Big Man (1962) veröffentlichen konnte. Im Bereich des Jazz war er zwischen 1960 und 1963 an sechs Aufnahmesessions beteiligt. 1965 erschien das Album Big City (Palomar Records), das die Single-Auskopplung I’ve Got the Blues (What Shall I Do) enthielt. In späteren Jahren tourte er noch mit Della Reese; 1973 wirkte er bei Marvin Gayes Album Let’s Get It On (Motown) mit. Eine Arthritis-Erkrankung zwang ihn in den 1980er-Jahren seine Musikerkarriere zu beenden; er betätigte sich fortan als Musikpädagoge. Jenkins’ Spiel verband das Jazzpiano von Oscar Peterson und Ramsey Lewis mit den populären Stil von Gene Harris und Les McCann. Er schrieb den Song Bright Lights (Big City), der von Shirley Horn, Les McCann, Gloria Lynne und Della Reese interpretiert wurde; sein Song Lately wurde von Billy Paul aufgenommen.

## Diskographische Hinweise
- Hollywood's Little Giant of Jazz (Fresh Sound Records; enthält die drei LPs Marv Jenkins Arrives (1960), ´A Tribute to My People (1961) und Good Little Man von 1962)

## Lexikalischer Eintrag
- Leonard Feather, Ira Gitler: The Biographical Encyclopedia of Jazz. Oxford University Press, New York 1999, ISBN 0-19-532000-X.